# Football aux Jeux de l'Extrême-Orient 1923
L'épreuve de football aux Jeux de l'Extrême-Orient 1923 est une épreuve de la sixième édition des Jeux de l'Extrême-Orient. Disputée à Osaka, au Japon, elle oppose les équipes du Japon, de la Chine et des Philippines.

## Résultats
| 22 mai 1923 | Chine | 3 - 0 | Philippines |  |  |
|             |       |       |             |  |  |

| 23 mai 1923 | Japon         | 1 - 2 | Philippines |  |
|             | R. Shimizu 5e |       |             |  |

| 24 mai 1923 | Japon        | 1 - 5 | Chine |  |
|             | N. Shimizu ? |       |       |  |

## Tableau
| Classement | Équipe      | Pts | J | V | N | D | Bp | Bc | Diff |
| ---------- | ----------- | --- | - | - | - | - | -- | -- | ---- |
| 1          | Chine       | 4   | 2 | 2 | 0 | 0 | 8  | 1  | +7   |
| 2          | Philippines | 2   | 2 | 1 | 0 | 1 | 2  | 4  | -2   |
| 3          | Japon       | 0   | 2 | 0 | 0 | 2 | 2  | 7  | -5   |

## Vainqueur
| Vainqueurs Jeux de l'Extrême-Orient 1923 Chine 5e titre |